# ثابت‌پنجه‌ایان
ثابت‌پنجه‌ایان (نام علمی: Acinonychini) یک تبار از گربه‌ایان کوچک است که گونه‌های زنده آن شامل یوزپلنگ، جگواروندی و شیر کوهی می‌شوند. تعداد انگشت‌شماری از گونه‌های این تبار هم که در دوران پیشاتاریخ بومی آمریکای شمالی و اوراسیا بوده‌اند امروزه منقرض شده‌اند و اکنون درباره طبقه‌بندی آن‌ها در سرده‌های موجود یا سرده‌های مستقل اختلاف نظر وجود دارد. شیر کوهی و یوزپلنگ گاهی به دلیل جثه نسبتاً بزرگ خود به عنوان گربه بزرگ شناخته می‌شوند. با این حال هیچکدام از این دو گونه ارتباط خویشاوندی تنگاتنگی با پلنگ‌مانندهایی مانند شیر و پلنگ که گربه‌های بزرگ شاخص هستند ندارند.